# Limaria tuberculata
Limaria tuberculata is een tweekleppigensoort uit de familie van de Limidae. De wetenschappelijke naam van de soort is voor het eerst geldig gepubliceerd in 1792 door Olivi.